# توجه (ترانه نیوجینز)
«توجه» (انگلیسی: Attention) ترانه‌ای از نیوجینز، گروه اهل کره جنوبی است. موزیک ویدئوی این ترانه به صورت انتشار غافل‌گیرانه در ۲۲ ژوئیه ۲۰۲۲ بدون اعلام نام اعضای گروه یا کانسپت منتشر شد. «توجه» به صورت رسمی برای دانلود دیجیتال و استریم به عنوان نخستین تک‌آهنگ از نخستین آلبوم چندآهنگهٔ گروه به نام نیو جینز در اوت ۲۰۲۲ منتشر شد. دنیل یکی از اعضای گروه در ترانه‌سرایی آن نقش داشته است.

## جدول‌های موسیقی
| جدول (۲۰۲۲–۲۰۲۳)                  | بالاترین جایگاه |
| --------------------------------- | --------------- |
| آرژانتین (بیلبورد آرژانتین)       | ۷۸              |
| گلوبال ۲۰۰ (بیلبورد)              | ۵۴              |
| اندونزی (بیلبورد)                 | ۲۲              |
| ژاپن هیت‌سیکرز (بیلبورد ژاپن)      | ۳               |
| ژاپن استریمینگ (بیلبورد ژاپن)     | ۷۲              |
| مالزی (بیلبورد)                   | ۱۹              |
| تک‌آهنگ‌های داغ نیوزیلند (آرام‌ان‌زد) | ۲۶              |
| سنگاپور (بیلبورد)                 | ۷               |
| سنگاپور (آرآی‌ای‌اس)                | ۷               |
| کره جنوبی (بیلبورد)               | ۱               |
| کره جنوبی (گائون)                 | ۱               |
| تایوان (بیلبورد)                  | ۲۵              |
| ویتنام (ویتنام هات ۱۰۰)           | ۸               |

| جدول (۲۰۲۲)       | بالاترین جایگاه |
| ----------------- | --------------- |
| کره جنوبی (گائون) | ۱               |

| جدول (۲۰۲۲)       | جایگاه |
| ----------------- | ------ |
| کره جنوبی (گائون) | ۲۲     |

| جدول (۲۰۲۳)       | جایگاه |
| ----------------- | ------ |
| کره جنوبی (گائون) | ۹      |